# Martin Matador

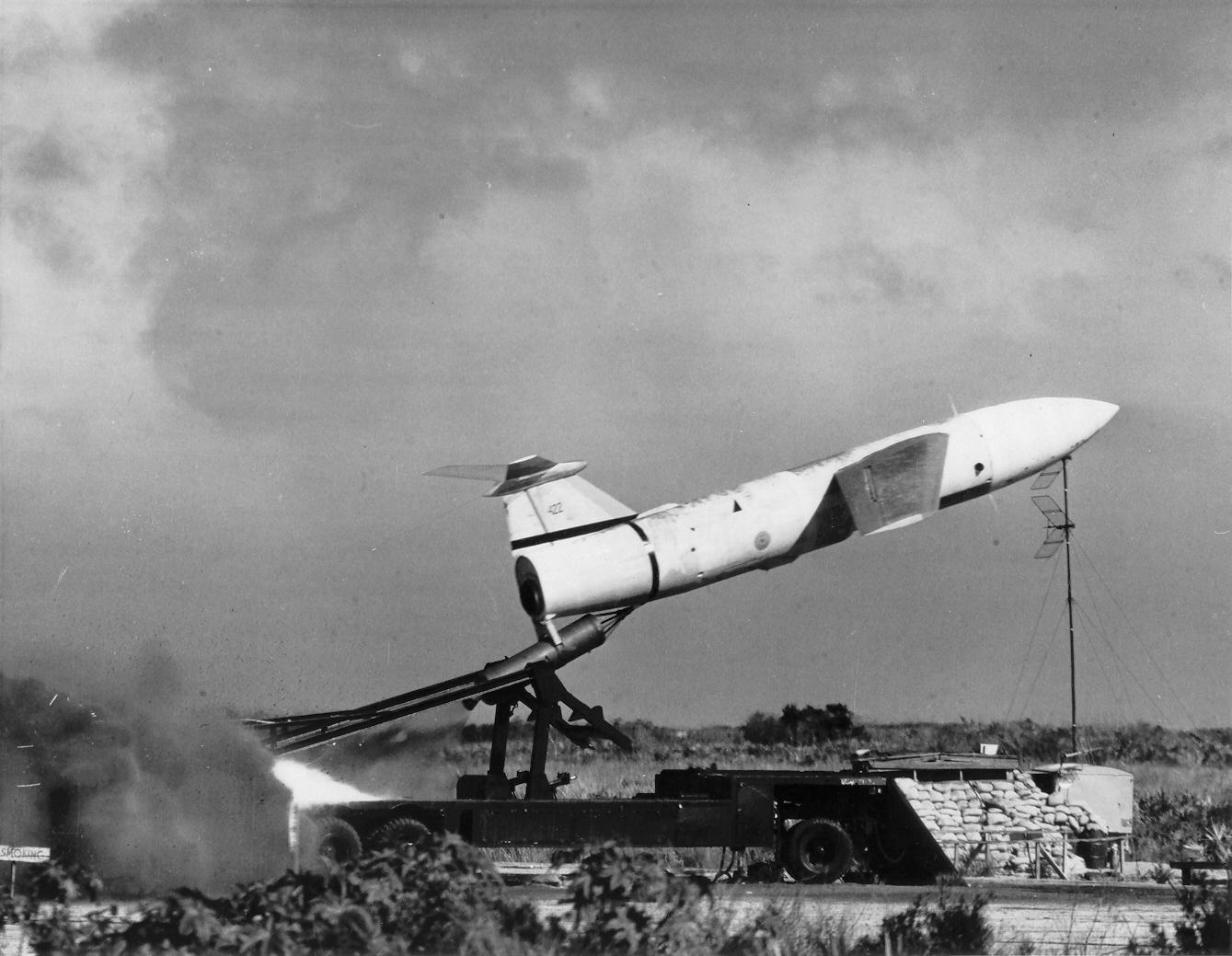
Lancering Matador A

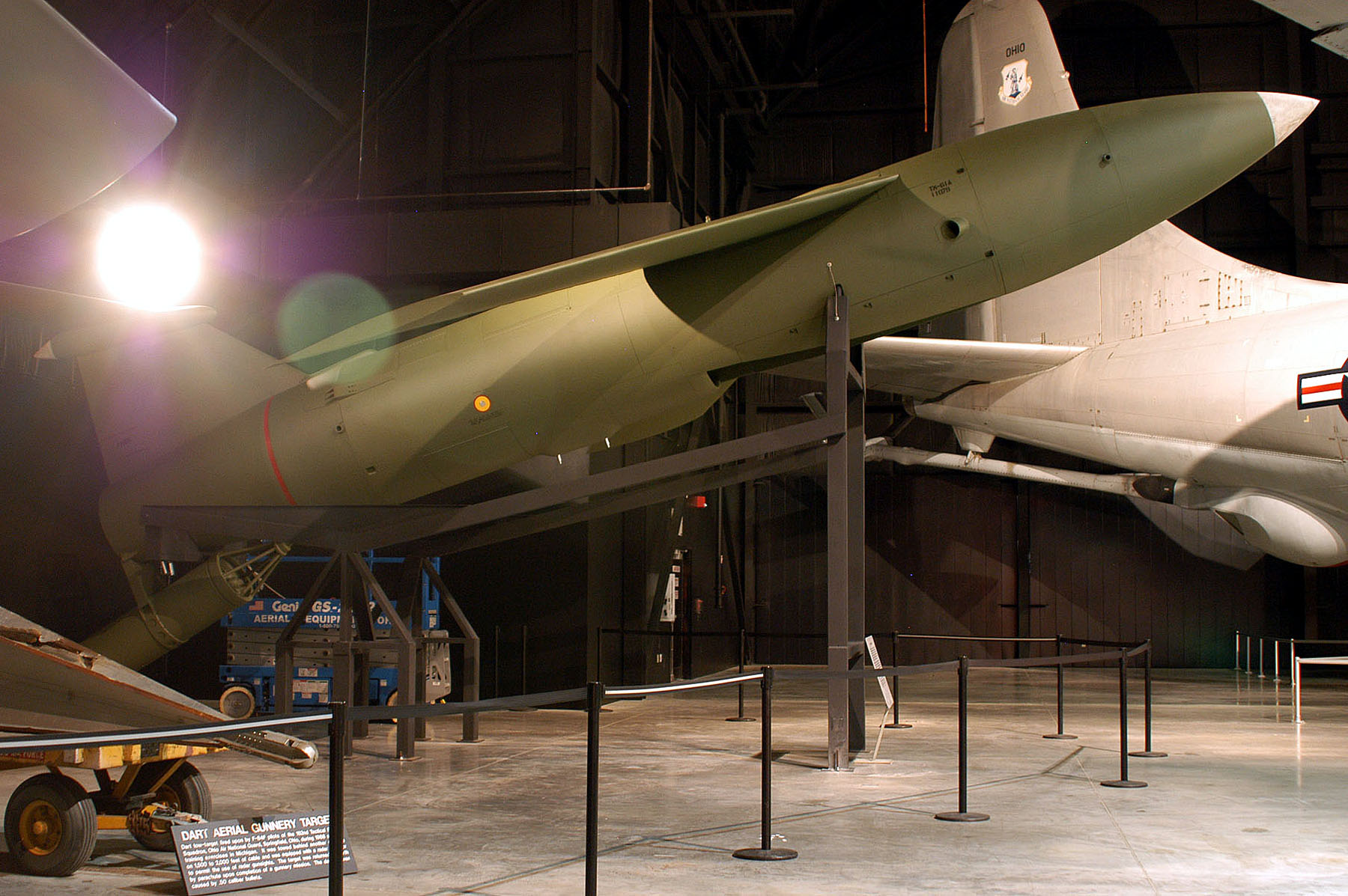
Madador in het National Museum of the United States Air Force

De Martin MGM-1 Matador was een van de eerste Amerikaanse naoorlogse ontwikkelingen van de kruisraket.

## Geschiedenis
In 1946 werd aan de Amerikaanse firma Glenn Martin een contract verstrekt ter ontwikkeling van een kruisraket. Onder project "MX-771" werd het ontwerp en de eerste testfase voltooid. De proeflanceringen met de XSSM-A-1- en YSSM-A-1-prototypen vonden in 1949 plaats op de White Sands Missile Range. Na succesvolle vluchten kregen de prototypen in 1951 de aanduiding XB-61 en YB-61. Het begin van de oorlog in Korea versnelde het project en de firma Martin kreeg in hetzelfde jaar ook het productiecontract. De hieruit voortgekomen B-61A Matador werd geëvalueerd en operationeel verklaard in 1954. In 1955 kreeg de raket de aanduiding Tactical Missile (TM)-61A.
De Matador-A, zoals het wapen werd genoemd, was eigenlijk een middelgroot automatisch bestuurd vliegtuig zonder vlieger. Het was voorzien van hoog op de romp geplaatste pijlvleugels en een staartboom. De Matador werd gelanceerd met behulp van een Aerojet General vastebrandstof hulpraket die hem na lancering op snelheid bracht waarna de booster werd afgeworpen. Het was een van de eerste projectielen die vanaf stilstand op volle snelheid werden gelanceerd; het zogenaamde Zero Launch (ZEL)-principe. Als de booster was afgeworpen, kwam de raket in zijn kruisvluchtmodus, waarin hij werd aangedreven door een Allison J33-A-37-turbojetmotor.
De raketgeleiding stond op dat moment nog in de kinderschoenen. De Matador-A werd daarom nog per radio vanaf de grond geleid en was voorzien van een eigen radionavigatiebaken. De radiografische geleiding beperkte het bereik van deze raket; ook was het geleidingssysteem gevoelig voor al dan niet opzettelijk veroorzaakte storingen. Dit toonde meteen zijn kwetsbaarheid aan.
De Matador werd vanaf een mobiele trailer gelanceerd; in een later stadium experimenteerde men met lancering vanuit een vaste opstelling. De tactische lading van de raket bestond uit een atoombom van 50 kiloton TNT-equivalent.

### Matador TM-61C
De USAF besloot tot ontwikkeling van een verbeterde versie, de Matador B. Dit duurde echte lang en daarom werd in 1957 eerst een model met slechts de meest noodzakelijke wijzigingen uitgebracht; de Matador TM-61C. De Matador-C had hetzelfde airframe maar was voorzien van een verbeterd geleidingssysteem, het short range navigation vehicle (SHANICLE) systeem waarmee een eigen koers uitgezet kon worden. De koersuitlezing verliep via een netwerk van microgolf zenders. De Matador C verving alle eerdere A-modellen.
Er werden 1200 Matadors geleverd en de productielijn sloot in 1957. Het wapen werd ingezet in voormalig West-Duitsland, in de staat Florida en op Taiwan en bleef tot 1962 operationeel.
Gedurende zijn gehele operationele levensduur was men bezorgd over de gemakkelijke mogelijkheid tot het beïnvloeden van zijn besturingssysteem. Dit leidde ten slotte tot een nieuwe versie die oorspronkelijk werd aangeduid als TM-61B. Dit nieuwe type raket was een doorontwikkeling van de Matador en bezat een veel kleinere vleugelspanwijdte en een langere stompe neus. Het type verschilde van binnen eigenlijk zoveel kreeg met zijn voorganger dat het ook een andere andere aanduiding kreeg. Dit werd de TM-76 de Martin Mace.

### Technische gegevens
|                | Martin TM-61A MATADOR                                        |
| -------------- | ------------------------------------------------------------ |
| Lengte         | 12,60 m                                                      |
| Spanwijdte     | 8,74 m                                                       |
| Hoogte         | 2,90 m                                                       |
| Massa          | 6170 kg                                                      |
| Lanceersysteem | mobiele trailer                                              |
| Bereik         | 1110 km                                                      |
| Plafond        | 9140 m                                                       |
| Snelheid       | 966 km/h in kruisvlucht                                      |
| Voortstuwing   | 1e fase Aerojet 32sec booster, 2e fase Allison J-33 turbojet |
| Geleiding      | met radio, later via het SHANICLE systeem                    |
| Ontsteking     | contactbuis                                                  |
| Lading         | atoombom 50 kiloton TNT-equivalent                           |
| Geleverd       | 1200 stuks                                                   |